# Mordechai Eliyahu

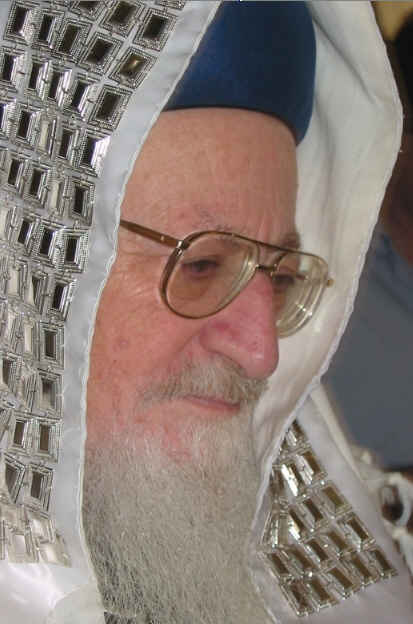

Mordechai Tzemach Eliyahu em hebraico:  מרדכי צמח אליהו) , nascido em 3 de março de 1929 – falecido em 7 de junho de 2010) foi um rabino de Israel, que contribui com diversos planos de paz entre 1983 a 1993.
Ele nasceu na Cidade Antiga de Jerusalém.